# Croccos Multiplanetenflugbahn

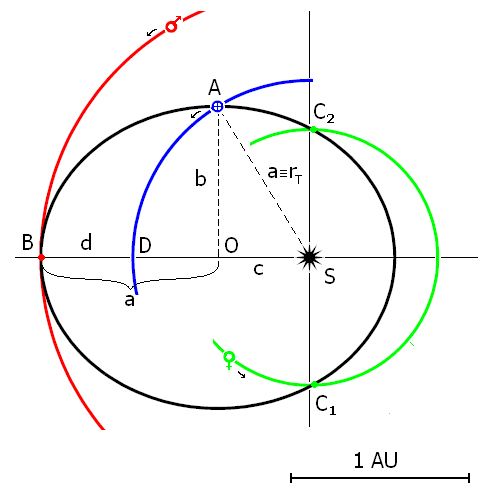
Eine vereinfachte Darstellung von Croccos Multiplanetenflugbahn. Die schwarze Ellipse stellt die Flugbahn dar,
die blauen, roten und grünen Kurven jeweils die Umlaufbahnen von Erde, Mars und Venus um die Sonne. Die Positionen der Planeten sind zum Zeitpunkt des Abflugs von der Erde und während des jeweiligen Vorbeifluges eingezeichnet.

Croccos Multiplanetenflugbahn (Trajectory Multiplanetaria Crocco), auch bekannt als Crocco-Mission und Croccos „Grand Tour“,
ist eine mathematische Beschreibung der Flugbahn einer hypothetischen Erde-Mars-Venus-Erde-Forschungsmission, die erstmals 1956 vom Flug- und Raketenpionier G. A. Crocco auf dem VII. Internationalen Astronautischen Kongress in Rom präsentiert wurde.

## Hintergrund
Mit den Anfängen der Raumfahrt in der ersten Hälfte des 20. Jahrhunderts begannen sich immer mehr theoretische Mathematiker Gedanken
darüber zu machen, ob es menschlicher Technologie jemals möglich sein würde, bestimmte Orte im Sonnensystem zu erreichen, da die Menge an
dafür benötigter Energie bei weitem die damals vorhandener chemischer Rakentriebwerke überstieg.
Zwar hatte Walter Hohmann den energieeffizientesten Transfer zwischen zwei sehr ähnlichen Kreisbahnen (Hohmann-Transfer) bereits Beginn des Jahrhunderts berechnet, doch hätte ein Erde-Mars-Erde-Rundflug auf dieser Flugbahn zusätzlich zu einer Hin- und Rückreise von je 259 Tagen einen Zwischenaufenthalt von  425 Tagen im Marsorbit notwendig gemacht, bis die Position der Planeten den Rückflug wieder ermöglichen würde.
Gaetano Crocco entwarf aus diesem Grund das Konzept einer Nonstop-Rundreise zum Mars, die einen geringeren Energieaufwand erfordert hätte, da so die Raketentriebwerke nur einmal gezündet werden müssten, um das Raumfahrzeug auf die notwendige Geschwindigkeit zu bringen den Mars zu erreichen. Während des Vorbeifluges sollte dann die Marsoberfläche mit einem Teleskop analysiert werden. Selbst eine solche Flugbahn würde jedoch eine Flugzeit von etwas mehr als einem Jahr in Anspruch nehmen, wenn nicht in einem zusätzlichen Bahnmanöver beschleunigt werden würde.

## Eigenschaften
Für seine Mission suchte Crocco nach einer Umlaufbahn mit den folgenden Eigenschaften:
- schneidet die Umlaufbahn der Erde
- kreuzt die Umlaufbahn des Mars
- Umlaufzeit von einem Jahr

Bei entsprechender Auswahl des Startfensters hätte eine solche Flugbahn es einem von der Erde aus gestarteten Fahrzeug ermöglicht,
genau ein Jahr später von einem Mars-Überflug zurückzukehren. Da die Flugbahn nicht nur den Orbit des Mars, sondern auch zweimal den
Orbit der Venus kreuzt, wäre es außerdem möglich, zusätzlich in derselben Mission auch einen Venusüberflug durchzuführen.
Crocco realisierte, dass die Flugbahn von der Gravitation des Mars und der Venus gestört werden könnte und somit die Rückkehr zur Erde verhindern könnte.
Dieses Problem löste er, indem er die Flugbahn so durch das Gravitationsfeld der Venus führt, dass die Effekte der Gravitation des Mars ausgeglichen werden.
Das 1956 präsentierte Missionsprofil beinhaltete einen 154-tägigen Erde-Mars-Flug inklusive Überflug des Roten Planeten, einen 113-tägigen Mars-Venus-Flug
inklusive Überflug des Planeten und eine Korrektur der Flugbahn mit Hilfe der Gravitation der Venus zur Erde; dem 98-tägigen Rückflug.
Crocco schlug den Start der Crocco-Mission für Juni 1971 vor.

## Unterschied zu Fly-By-Manövern
Crocco war sich der Effekte der Gravitationsfelder der Planeten bewusst, doch nutzt sein Missionsprofil sie nicht zur Beschleunigung oder Abbremsung,
sondern beschränkt sich darauf, sie zur Flugbahnstabilisierung zu nutzen.
Trotzdem ist die Fehlannahme weit verbreitet, dass Crocco auch der
Entdecker des Swing-by wäre. Dieses wurde jedoch erst 1961 vom amerikanischen Mathematiker Michael Minovitch als Methode präsentiert,
die bis dahin als unerreichbar geltenden Gasplaneten zu erreichen, und ermöglichte in den 1970ern die Erforschung des äußeren Sonnensystems durch ferngesteuerte Raumsonden.